# 盧吉內區

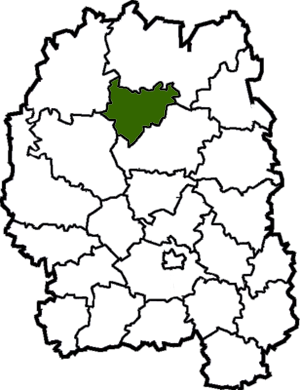
撤销前盧吉內區在日托米爾州的位置

盧吉內區（烏克蘭語：Лугинський район）曾是烏克蘭日托米爾州的一個區，位於該國北部，行政中心設於盧吉內，面積994平方公里，2013年人口17,161，人口密度每平方公里17.3人。
该区在2020年7月18日的乌克兰行政区划改革中被撤销，改革后日托米爾州下分为4个区。盧吉內區區合并至科羅斯堅區。